# Isla Fernandina
Isla Fernandina är en ö i Ecuador.   Den ligger i provinsen Galápagos, i den västra delen av landet, 1 400 km väster om huvudstaden Quito. Arean är 642 kvadratkilometer.
Terrängen på Isla Fernandina är bergig. Öns högsta punkt är 1 478 meter över havet. Den sträcker sig 27,4 kilometer i nord-sydlig riktning, och 31,7 kilometer i öst-västlig riktning.